# Trentepohlia tethys
Trentepohlia tethys är en tvåvingeart som beskrevs av Alexander 1949. Trentepohlia tethys ingår i släktet Trentepohlia och familjen småharkrankar.
Artens utbredningsområde är Peru. Inga underarter finns listade i Catalogue of Life.